# Hermenegildo Altozano Moraleda
Hermenegildo Altozano Moraleda (Baños de la Encina, 1916 - Jerez de la Frontera, 1981) était un juriste, homme politique et militaire espagnol.
Jeune licencié en droit, résidant alors à Madrid, il rallia le camp nationaliste après le coup d’État de 1936 et se mit au service de la cinquième colonne dans la capitale. La Guerre civile terminée, il occupa des fonctions dans l’enseignement militaire et en Guinée équatoriale. Monarchiste déclaré, membre de l’Opus Dei, sans guère d’attaches avec le phalangisme, il fut nommé en 1959 au poste de gouverneur civil de Séville, à la faveur du changement de cap politique de Franco au profit des technocrates de l’Opus Dei. À ce titre, il s’attira bientôt des inimitiés, notamment en plaçant des hommes liges (monarchistes) aux postes à responsabilité, en faisant incarcérer un journaliste phalangiste auteur d’un article critique, et en 1961, pour combler la mesure, en emmenant Franco, en déplacement officiel, visiter impromptu un bidonville sévillan. Finalement limogé en 1962, il se retira de la politique.

## Biographie

### Formation et engagement dans la Guerre civile
Hermenegildo Altozano vit le jour à Baños de la Encina, dans la province de Jaén, au sein d’une famille de grands propriétaires agricoles, et appartenait à une fratrie de neuf enfants. Après avoir obtenu son baccalauréat à Jaén, il entreprit, à l’âge de seulement 15 ans, des études de droit à l’université de Grenade, où il présida l’Association des étudiants catholiques en droit et en philosophie et lettres. Ses études terminées, il entra sur concours dans le Corps juridique de la marine, et se trouvait à Madrid, c’est-à-dire dans la zone républicaine, lorsqu’éclata la Guerre civile en juillet 1936. Tout au long du conflit, et alors qu’il allait plus tard être accusé de s’être enrôlé dans la colonne de Valentín González dit El Campesino, il opéra en réalité comme agent de la « cinquième colonne » (nationaliste) pour le compte du Service de renseignement et de police militaire (Servicio de Información y Policía Militar, SIPM) ; son action, qui permit à plusieurs personnalités de quitter la Madrid républicaine et d’atteindre la zone nationaliste, lui valut de recevoir la médaille de la Campagne et la croix du Mérite militaire avec insigne distinctif rouge.

### Carrière professionnelle
Au lendemain du conflit, il fut promu au rang de lieutenant auditeur, avant d’exercer deux ans plus tard comme professeur à l’École navale de Marín, en Galice, se vouant alors à ses tâches d’enseignement pendant une bonne part des années 1940 et obtenant d’être promu au grade de capitaine.
Désigné en 1949 secrétaire général du Gouvernement général des Territoires espagnols du golfe de Guinée, il allait occuper ce poste jusqu’en 1955, avant de se voir confier — eu égard à sa maîtrise du sujet — la fonction de délégué du gouvernement auprès du syndicat forestier de Guinée équatoriale, organisation dont le comité de direction détenait le monopole de commercialisation du très convoité bois guinéen, lequel servait alors à fabriquer les traverses de chemin de fer.

### Positionnement politique
Membre de l’Opus Dei,, et monarchiste notoire, Altozano faisait partie du Conseil privé du prétendant au trône, le comte de Barcelone.
En novembre 1960, dans un discours qu’il prononça dans la ville de Carmona, Altozano indiqua explicitement le sens qu’il attachait personnellement au soulèvement du 18 juillet 1936 et exposa sa propre vision de ce à quoi devrait aboutir le régime franquiste. Après avoir justifié le coup d’État militaire par la nécessité de « défendre la nation contre ses ennemis intérieurs », il passa en revue les formations politiques qui avaient rejoint la rébellion (à savoir : la Phalange, les traditionalistes, et Renovación Española), mais en soulignant que lui-même ne s’était identifié à aucune d’elles. Il ne faisait pas mystère de ses idées monarchistes et entendait son appartenance au Mouvement comme une façon de participation politique en vue de construire l’avenir, lequel à ses yeux passait par le dépassement du caudillat et la mise en place finale d’un régime monarchique, tel que, au demeurant, le définissait la Loi sur la succession de 1947, c’est-à-dire non une monarchie de type libéral, mais une « monarchie catholique, sociale, représentative et traditionnelle », Altozano tenant toutefois à ajouter que « le projet n’est pas suffisamment attrayant et suffisamment suggestif pour que nous nous rallions tous à lui sans barguigner ; car il ne nous donne pas la solution tout faite et ne nous a indiqué qu’une trajectoire, qu’il est nécessaire que nous élaborions et réélaborions tous ensemble ».
S'il refusa certes d’endosser la chemise bleue phalangiste lors de son investiture comme gouverneur civil de Séville, il n’était pourtant pas antiphalangiste, mais concevait le Movimiento comme un produit évolutif appelé à conduire à l’instauration d’une monarchie selon ses vœux. C’est dans cette perspective qu’Altozano avait développé une conception large du Movimiento, comme « un ensemble pluriel dans l’accessoire et unique dans l’essentiel » (selon l’expression de Ponce Alberca) — l’essentiel étant la monarchie.

### Gouverneur civil de Séville (1959-1962)
En janvier 1959, Altozano fut nommé gouverneur civil de la province de Séville,, avec l’aval du ministre de l’Intérieur (ministro de la Gobernación) Camilo Alonso Vega. Au moment de la montée en puissance des dénommés technocrates et des catholiques monarchistes, Altozano satisfaisait à tous les critères : il était catholique, membre de l’Opus Dei, monarchiste déclaré, et s’affirmait comme étant sans attaches avec le phalangisme. Aussi, contrairement à ses prédécesseurs, et en dépit du fait que la fonction de gouverneur civil était de facto indissociable du titre de chef provincial du Mouvement dans la province concernée, Altozano marqua d’emblée ses distances vis-à-vis de la cosmétique phalangiste qui avait prévalu jusque-là, et acquit bientôt une certaine notoriété comme premier gouverneur civil ayant refusé d’enfiler la chemise bleue phalangiste lors de sa prise de fonction et s’apprêtant à la refuser encore par la suite,.
Le décret du 10 octobre 1958, dit « décret des gouverneurs », octroyait aux gouvernements civils d’amples pouvoirs en matière d’initiative et de stimulation économiques. Altozano mit tous ses soins à placer des hommes fidèles à différents postes clef ; ainsi procéda-t-il à plusieurs changements dans l’administration locale, remplaçant aussi bien le maire de Séville que le président de la députation provinciale, et nommant à leur place respectivement Mariano Pérez de Ayala et Joaquín Carlos López Lozano. Dans la seule période de décembre 1959 à avril 1960, près d’un quart des municipalités de la province allaient changer de mains. À d’autres postes à responsabilité encore, il désigna des personnes qui lui étaient proches, dont en particulier à la section locale du Syndicat espagnol universitaire (SEU), où il nomma Ramón Cercós Bolaños chef de district, et Alejandro Rojas-Marcos secrétaire.
Franco était au fait des activités des organisations monarchistes et des décisions d’Altozano, qui favorisait par ses nominations les partisans de don Juan à Séville. En mai 1959, une note d’information parvint à El Pardo portant sur la nomination de López Lozano au poste de président de la députation de Séville, nomination qui, selon ladite note, 

« a provoqué un véritable chambardement dans la population sévillane [...]. Il semble que le gouverneur agisse exclusivement sous les injonctions de l’Opus Dei et d’un groupe de monarchistes juanistes, avec lesquels il a coutume de se réunir et de qui il reçoit consignes et conseils. »

Son action lui fut cause de nombreuses inimitiés et il se vit accusé par ses détracteurs d’agir sous les ordres de l’Opus Dei. À peine arrivé à Seville, il dut faire face à la grève de la Hispano Aviación, qu’il réussit à juguler au moyen d’une série de détentions qui frappèrent jusqu’à la Commission diocésienne de la Hermandad Obrera de Acción Católica (HOAC). D’autre part, en novembre 1961, il donna ordre d’écrouer le journaliste Manuel Benítez Salvatierra, alias César del Arco, phalangiste de la vieille garde et directeur de l’édition andalouse du journal Pueblo, pour un article intitulé « ¡Ya está bien! » (± « Cela commence à suffire ! ») paru dans ledit journal et dans lequel Benítez, dans son style combatif coutumier, réclamait que soient établies les responsabilités politiques dans la gestion des graves inondations qui venaient d’avoir lieu à Séville et qui avaient eu pour conséquence que des milliers de Sévillans, ayant perdu leur foyer, s’étaient retrouvés dans la rue, et où il dénonçait la cession de terrains sur l’Avenida de la Palmera dans le but d’y implanter un collège-résidence de l’Opus Dei, entre autres accusations,. Par ailleurs, il engagea une vigoureuse campagne de moralisation publique, comportant notamment des mesures de répression contre les maisons de prostitution de Séville.
Devant cette ligne de conduite d’Altozano, Franco lui-même en vint à montrer de la mauvaise humeur et fit le commentaire suivant, :

« Je ne sais où Camilo va dénicher ces gouverneurs ! Personne ne les connaît, et ils n’ont pas la moindre préparation politique du régime ; peut-être est-ce parce qu’il se concerte avec le directeur général de l’Administration locale, le sieur Moris ou avec Altozano, que la politique du régime dérange et qui ne perd aucune occasion de s’en vanter, soit qu’il dit du mal de moi, soit qu’il protège les ennemis de la Phalange. »

#### Visite des bidonvilles avec Franco et destitution
Toutefois, la conduite d’Altozano, pour être certes hétérodoxe, ne justifiait pas pour autant une mise à pied immédiate, et Altozano, restant loyal aux postulats de base du Mouvement, pouvait encore jouir d’une certaine marge de manœuvre. En mars 1961, une Commission du SEU, dirigée par son secrétaire Alejandro Rojas-Marcos, fut mise en détention ; l’affaire n’eut finalement pas d’autres suites que le limogeage de Rojas-Marcos comme secrétaire et de Ramón Cercós comme chef du SEU.
En avril 1961, Altozano, sincèrement préoccupé par les problèmes sociaux qui affectaient la ville — il avait même ouvert en avril 1961 une souscription en faveur des banlieues déshéritées de Séville—, voulut que Franco, en voyage officiel dans le midi de l’Espagne du 20 avril au 6 mai, ait une expérience directe des bidonvilles sévillans et entraîna Franco, à l’encontre du programme arrêté pour le voyage du chef de l’État, à visiter le bidonville d’El Vacie ,, en le faisant sciemment patauger dans la boue autour des taudis, et ce à la fureur du ministre-secrétaire général du Mouvement José Solís Ruiz, désormais acharné à obtenir la démission d’Altozano. Il reste que le spectacle avait vivement impressionné le Caudillo, à telle enseigne que durant le reste de son périple, il se référa plusieurs fois explicitement à la persistance des injustices sociales.

### Activité ultérieure
Ayant apparemment fini par dépasser les bornes avec l’épisode des bidonvilles, Altozano fut relevé de ses fonctions au printemps 1962, et remplacé par la chemise bleue José Utrera Molina. Il semblerait cependant qu’Altozano lui-même ait sollicité sa démission auprès d’Alonso Vega dès octobre 1961,.
Après son départ de Madrid, il fut nommé directeur général de l’organe de surveillance (Régimen Fiscal) des Corporations, mais, après que le ministre José Solís eut fait opposition à sa promotion au rang de sous-secrétaire au Trésor, Altozano se retira de la vie politique de première ligne et déclina les postes de sous-secrétaire proposés par le général Vigón et par le ministre García-Moncó.
Par la suite, Altozano fut nommé président de la Banco Hipotecario de España, mais allait rester pendant un certain temps sous surveillance policière,.

## Récompenses
- Ordre du Mérite civil (1960)[6].
- Grand-croix de l’ordre royal de Saint-Herménégilde (1971)[20].
- Grand-croix de l’ordre du Mérite naval (1974).